# Hippolyte Plichon
Pour les articles homonymes, voir Plichon.
Albert, Joseph, Hippolyte Plichon, né le 13 décembre 1803 à Hesdin (Pas-de-Calais) et mort le 28 janvier 1887 à Beaurainville (Pas-de-Calais), est un homme politique français.
Médecin à Arras, maire et conseiller général, il est député du Pas-de-Calais de 1849 à 1851, siégeant à droite avec les monarchistes.

## Biographie
Hippolyte Plichon nait le 13 décembre 1803 à Hesdin, son père est marchand bonnetier. Il effectue ses études de médecine à Paris puis s'installe à Arras, il enseigne également à l'école de médecine. Conseiller municipal de la ville d'Arras, il en devient maire, à la suite de la révolution de février, le 2 avril 1848. Durant son mandat, de nombreux travaux sont effectués pour assainir la ville notamment la construction d'un abattoir et un réseau de distribution d'eau potable. Il fait construire également plusieurs édifices religieux et la salle de concert. Il est également membre depuis 1848 de l'Académie des sciences, lettres et arts d'Arras.
Il devient la même année conseiller départemental du canton d'Arras-Nord et dirige le conseil départemental du 21 novembre 1848 au 2 décembre 1851 puis, est élu député le 13 mai 1849. Il siège à droite et est favorable au coup d'État du 2 décembre 1851. Fait chevalier de la Légion d'honneur le 4 janvier 1852, il est le candidat du régime impérial aux élections législatives de 1852 mais est battu par Léon-Marie Wartelle d'Herlincourt. Toujours soutenu par le pouvoir impérial, il est battu aux élections de 1863 par Jules Pieron-Leroy. Il est fait officier de la Légion d'honneur le 1er septembre 1867.
Sa carrière politique s'arrête avec la chute du Second Empire. Il meurt le 28 janvier 1887 à Beaurainville dans son château.

## Distinctions
- Chevalier de la Légion d'honneur (4 janvier 1852).
- Officier de la Légion d'honneur (1er septembre 1867)

## Sources
- « Hippolyte Plichon », dans Adolphe Robert et Gaston Cougny, Dictionnaire des parlementaires français, Edgar Bourloton, 1889-1891 [détail de l’édition]